# Marsdenia vinciflora
Marsdenia vinciflora är en oleanderväxtart som beskrevs av August Heinrich Rudolf Grisebach. Marsdenia vinciflora ingår i släktet Marsdenia och familjen oleanderväxter. Inga underarter finns listade i Catalogue of Life.